# Karen Hoff
Karen Hoff (n. 29 mai 1921, Randers, Regiunea Midtjylland, Danemarca – d. 29 februarie 2000) a fost o caiacistă daneză, medaliată olimpică. A participat la o ediție a Jocurilor Olimpice (1948) în care a câștigat o medalie de aur.

## Participări
Lista de mai jos prezintă principalele competiții la care a participat Karen Hoff de-a lungul carierei.
- canoeing at the 1948 Summer Olympics – women's K-1 500 metres[*]